# Jbel Ouanoukrim
Der Jbel Ouanoukrim, ein 4089 m hohes, mehrgipfliges Bergmassiv, gehört zum Hohen Atlas; es ist der zweithöchste Berg Marokkos und damit auch ganz Nordafrikas.

## Geografie
Der Berg liegt im Nationalpark Toubkal nur etwa 4 km (Luftlinie) vom Gipfel des Toubkal in südwestlicher Richtung entfernt. Seine beiden höchsten Gipfel, der Ras Timesguida und der nur 6 Meter niedrigere Ras n'Ouanoukrim liegen dicht beieinander und sind durch einen 3968 m hohen Bergsattel voneinander getrennt. Weiter nördlich liegt der ebenfalls mehrspitzige Ras Afella (4015 m), ein deutlich selbstständigerer Gipfel, der  mitunter als eigener Berg gewertet wird.

## Besteigung
Die vom Bergdorf Imlil aus mögliche ganzjährige Besteigung des Jbel Ouanoukrim ist etwa gleich 'leicht' wie die des Toubkal, wird aber wegen des geringeren Bekanntheitsgrads nur selten unternommen. Der winterliche Schnee schmilzt bereits im Frühjahr (April) bis auf einige wenige kleine Schneefelder in schattigen Felssenken komplett ab.